# GAUSSIAN
GAUSSIAN è un programma di chimica quantistica inizialmente pubblicato da John Pople e dal suo gruppo di ricerca alla Carnegie-Mellon University nel 1970 come Gaussian70.. Da allora è in costante aggiornamento. 

Il nome Gaussian deriva dall'utilizzo da parte di Pople degli orbitali gaussiani per aumentare la velocità di calcolo, in confronto all'utilizzo degli orbitali di Slater. Questa scelta fu fatta per migliorare le performance di calcolo viste le limitate capacità computazionale dei calcolatori negli anni sessanta e settanta.

La versione corrente del programma è la Gaussian 16; versioni precedenti sono: Gaussian70, Gaussian76, Gaussian77, Gaussian78, Gaussian80, Gaussian82, Gaussian83, Gaussian85, Gaussian86, Gaussian88, Gaussian90, Gaussian 92, Gaussian93, Gaussian 94, Gaussian95, Gaussian96, Gaussian 98, Gaussian 03,Gaussian09.

Originariamente disponibile tramite il Quantum Chemistry Program Exchange, è stato in seguito distribuito da CMU e dal 1987 è sviluppato e distribuito commercialmente da Gaussian, Inc.